# La trampa étnica
La trampa étnica (en francés Le Piège ethnique) del escritor ruandés Benjamin Sehene. El libro fue editado en París por Éditions Dagorno en 1999.

## Reseña
«La trampa étnica.» Es un extraño y doloroso "cuaderno de regreso al país natal de Benjamin Sehene, quien abandonó Ruanda en 1959 durante las primeras matanzas tutsis y regresó en 1994.  